# Канада на Летњим олимпијским играма 1904.
Канада је учествовала на Летњим олимпијским играма одржаним 1904. године у Сент Луису, САД. То су биле друге Игре на којима су учествовали канадски спортисти. Као и на претходним играма канадски спортисти се нису такмичили под канадском заставом, то су почели тек после следећих Олимпијских игара. Захваљујући, делимично, и неучествовању многих спортиста из Европе (који су одустали због дугог пута) канадски спортисти су били на високом четвртом место по броју освојених медаља.

## Спортисти
Најуспешнији канадски спортиста на овим играма је био полицајац из Монтреала, Етјен Десмарт, који је освојио златну медаљу у бацању тега тежине од 56 фунти. Првобитно Етјен је због одласка на игре добио отказ у полицијској станици, међутим по повратку у Канада, овенчан олимпијским златом, враћен је назад на посао. На насрећу већ следеће године је умро од тифуса.
У тимским спортовима Канада је освојила две златне медаље. Канадски фудбалски тим из Галта, данас Кембриџ, Онтарио је освојио златну медаљу и Винипег шемрокси су освојили злато у Лакросу. Треће место у лакросу је такође освојено од стране канађана тима Мохака из резервата близу канадског града Брантфорда у Онтарију.
На овим играма је такође учествовао и Петер Дир, значајан по томе што је био први индијанац који је представљао Канаду ван њених граница. Учествовао је у тркама на 800 и 1.500 метара. Дир је био по занимању механичар и члан Монтреалске аматерске атлетске асоцијације, пореклом из индијанског села Канаваге. Говорио је енглески, француски и ирикешки језик.
Спортисти Канаде по спортовима
| Спорт      | Мушкарци | Жене | Укупно |
| ---------- | -------- | ---- | ------ |
| Атлетика   | 6        | 0    | 6      |
| Веслање    | 9        | 0    | 9      |
| Голф       | 3        | 0    | 3      |
| Лакрос     | 24       | 0    | 24     |
| Фудбал     | 13       | 0    | 13     |
| Укупно (5) | 55       | 0    | 55     |

## Освајачи медаља
Канада је завршила у укупном скору као четврта нација по броју медаља са четири златне од укупно шест освојених медаља.

### Злато
- Етјен Десмарт – Атлетика, бацање тегова (25.4kg), мушки
- Џорџ Лион – Голф, мушки
- ФК Галт – Фудбал, мушки
- Винипег шемрокси – Лакрос, мушки

### Сребро
- Осмерац са кормиларем:Артур Бејли, Вилијам Рајс, George Reiffenstein, Фил Бојд, George Strange, Вилијам Вадсворт, Доналд Макензи, Џозеф Рајт, Thomas Loudon – Веслање, мушки

### Бронза
- Мохак Индијанци – Лакрос, мушки